# Rávddajávrre
Rávddajávrre, enligt tidigare ortografi Rautojaure, är en sjö i Jokkmokks kommun i Lappland och ingår i Luleälvens huvudavrinningsområde. Sjön har en area på 1,51 kvadratkilometer och ligger 475 meter över havet. Sjön avvattnas av vattendraget Rávddajåhkå. Nordkalottleden mellan Hellmofjorden och Vájsáluokta passerar sjöns norra sida.

## Delavrinningsområde
Rávddajávrre ingår i det delavrinningsområde (751777-155373) som SMHI kallar för Utloppet av Rautojaure. Medelhöjden är 610 meter över havet och ytan är 12,73 kvadratkilometer. Räknas de 4 avrinningsområdena uppströms in blir den ackumulerade arean 100,63 kvadratkilometer. Rávddajåhkå avvattnar avrinningsområdet och vattnet flödar därefter genom Stora Lule älv och Luleälven innan det når havet efter 372 kilometer. Avrinningsområdet består mestadels av skog (46 procent) och kalfjäll (30 procent). Avrinningsområdet har 2,09 kvadratkilometer vattenytor vilket ger det en sjöprocent på 16,4 procent.

## Galleri

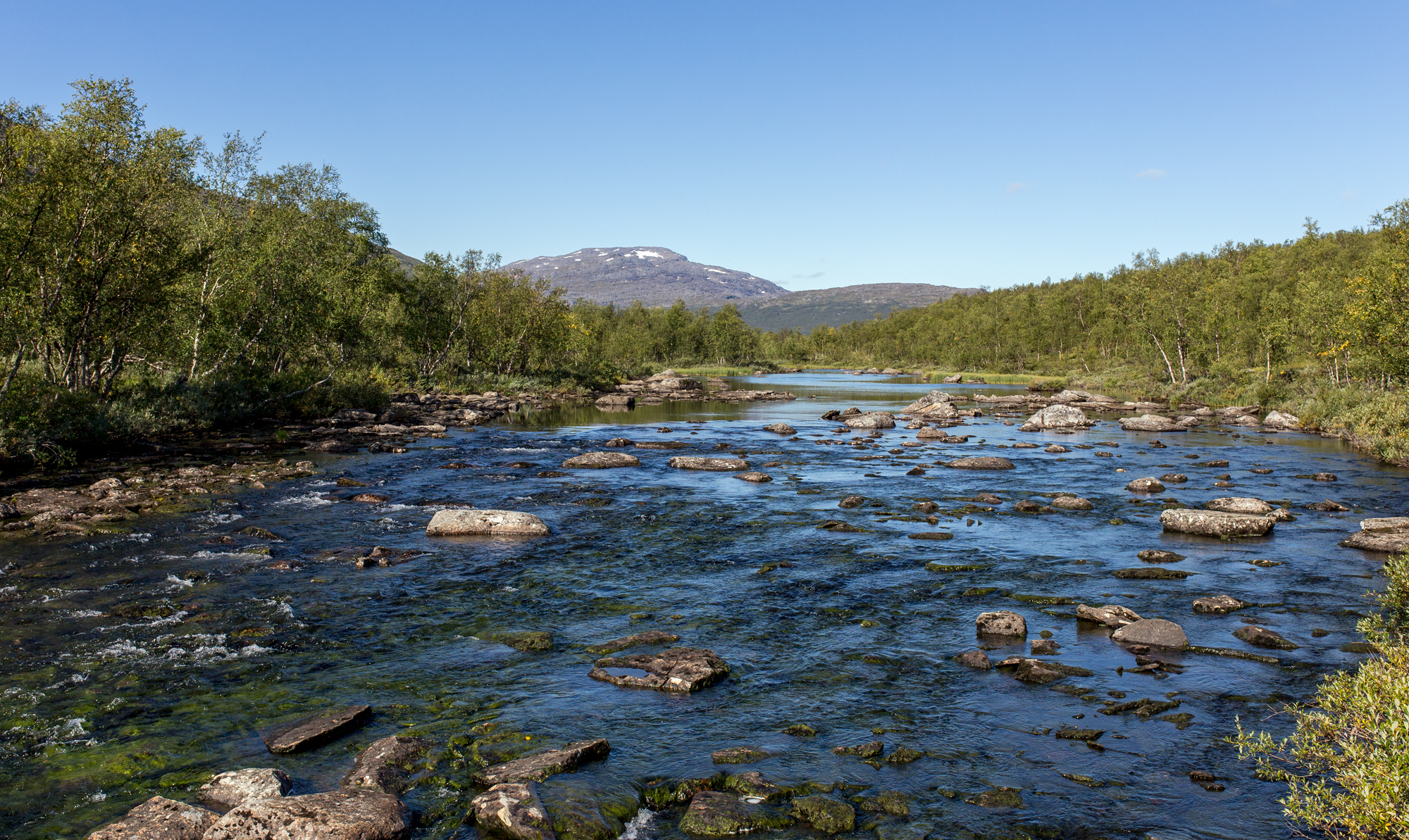
Rávddajåhkå avvattnar Rávddajávrre.